# Stele di Crecchio
La stele di Crecchio (sigla CH1) è una stele in arenaria del V secolo a.C. recante un'iscrizione in più righe scritta in lingua picena coi caratteri dell'alfabeto piceno.

## Storia
La stele è stata rinvenuta nell'ottobre 1846  in contrada Santa Maria Cardetola, località del comune di Crecchio, provincia di Chieti: la stele è attualmente conservata presso il Museo archeologico nazionale di Napoli.

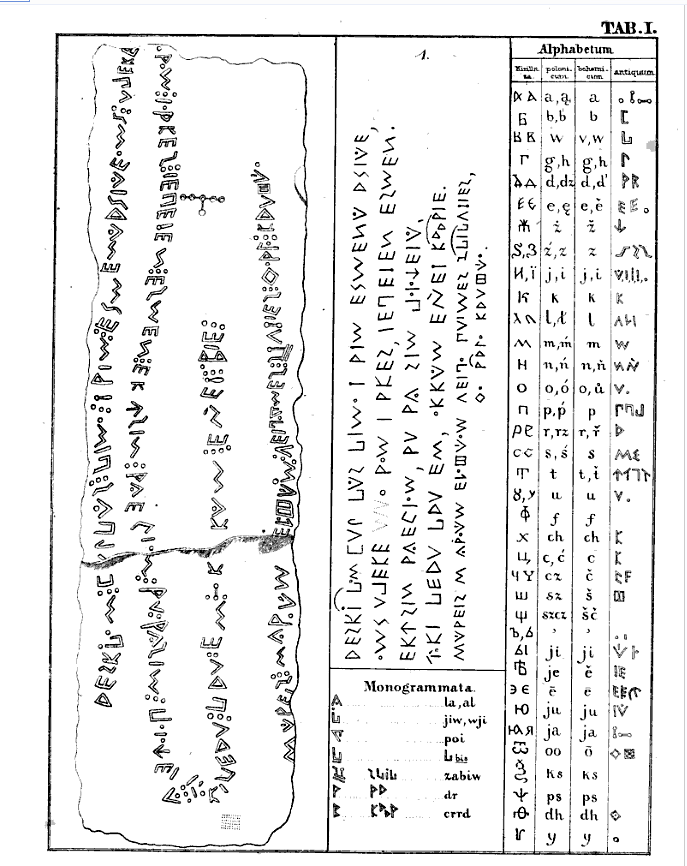
Un'antica riproduzione della stele di Crecchio (CH1)

## Iscrizione
La stele è scritta in lingua picena, una lingua osco-umbra appartenente alla famiglia delle lingue italiche, lingua parlata nel I millennio a.C. nell'area abitata dall'antico popolo italico dei Piceni.
La trascrizione dai caratteri dell'alfabeto piceno ai caratteri latini dell'iscrizione incisa sulla stele è la seguente:
deiktam h[lpas] pimoftorim esmenadstaeoms upeke[--]orom iorkes iepeten esmen ekúsim raeliom rufrasim poioúeta iokipedu pdufem ok[r]ikam enet bie múreis maroúm -elíúm uelaimes staties qora kduíú

Traduzione tramite Chat GPT
Ecco una traduzione interpretativa del testo della Stele di Crecchio, tenendo conto degli studi più attendibili (in particolare quelli di Adriano La Regina e altri studiosi di linguistica italica):

> "Questa stele (deiktam) ha eretto Hlpas (nome proprio?), figlio (o discendente) di Pimoftoris, in memoria degli Esmenadstaei, gli Upeke[...]oroi, e gli Iorkes."
"Ha offerto (iepeten) [questo oggetto] in onore degli Esmen, dei Reali e dei Rufrasi, con il rito del sacrificio (poioúeta), secondo la legge (iokipedu)."
"Ha dedicato [questo monumento] alla rocca (okrikam), nei pressi di Bie, per i Murei Maroi (probabili divinità o antenati). Elíum (nome proprio?), figlio di Uelaimes, della gens Staties, ha scritto (qora) [questo testo]."
Note sul lessico:
deiktam = "questa (stele)", dalla radice greca deik- ("mostrare")
poioúeta = probabile derivazione dal greco ποιεῖται ("egli compie", "egli fa"), usata in senso rituale
okrikam = forma arcaica che ha dato origine al toponimo Crecchio, con significato di “rocca” o “fortezza”
qora = forse “scrisse”, oppure “questa pietra”, dal greco chôra o da una radice osco-umbra simile a sēma (“segno funebre”)
Questa non è una traduzione "letterale", poiché la lingua sud-picena non è del tutto decifrata. Tuttavia, è una ricostruzione plausibile basata su analogie linguistiche con latino arcaico, greco antico, e altre lingue italiche (osco, umbro).